# Neriman Özsoy
Neriman Özsoy (Ràzgrad, 13 de juliol de 1988) és una jugadora de voleibol turca. Des de l'estiu de 2016 juga pel club Liu Jo Nordmeccanica de Mòdena, Italia. Va ser integrant de la selecció turca femenina que va participar en els Jocs Olímpics d'Estiu de 2012 a Londres i també va guanyar una medalla d'or en voleibol indoor amb la mateixa selecció als Jocs Europeus de 2015 a Bakú.